# 硫化カリウム
硫化カリウム（りゅうかカリウム potassium sulfide）は化学式K2Sで表される無機化合物。結晶構造は逆蛍石型で、小さなカリウムイオンK+による立方体の内部に、大きな硫化物イオンS2−が入り込む構造となっている。その格子定数はa = 7.39Åである。
硫化物イオンは電荷密度の高い陰イオンであり、加水分解により水酸化カリウムと硫化水素カリウムに分解される。このため水溶液は強アルカリ性を示す。
{\displaystyle {\ce {K2S + H2O -> KOH + KSH}}}
カリウムと硫黄との直接反応により合成され、実験室レベルでは、通常は無水液体アンモニア中で反応を行う。

## 用途
花火の火薬として直接使用されてはいないものの燃焼中に生成し、花火の発色に効果を表す。ほかのアルカリ金属の硫化物と同様、硫化物イオンの供給源として用いられ、医薬品の中間原料や分析試薬としても使用される。

## 安全性
引火性があり、空気との接触により自然発火することがある。燃焼により硫化水素や硫黄酸化物を含む有毒ガスが生じる。摩擦や衝撃により、爆発的に分解する場合がある。酸との接触により分解し、硫化水素が発生する。酸化剤との接触では二酸化硫黄が生じる。空気中の酸素や二酸化炭素と反応し、徐々に硫化水素を放つ。吸入により、肺水腫を引き起こすことがある。